# 91888 Tomskilling
91888 Tomskilling è un asteroide della fascia principale. Scoperto nel 1999, presenta un'orbita caratterizzata da un semiasse maggiore pari a 3,1049957 UA e da un'eccentricità di 0,0977867, inclinata di 11,69122° rispetto all'eclittica.